# Pyramide von Ligourio

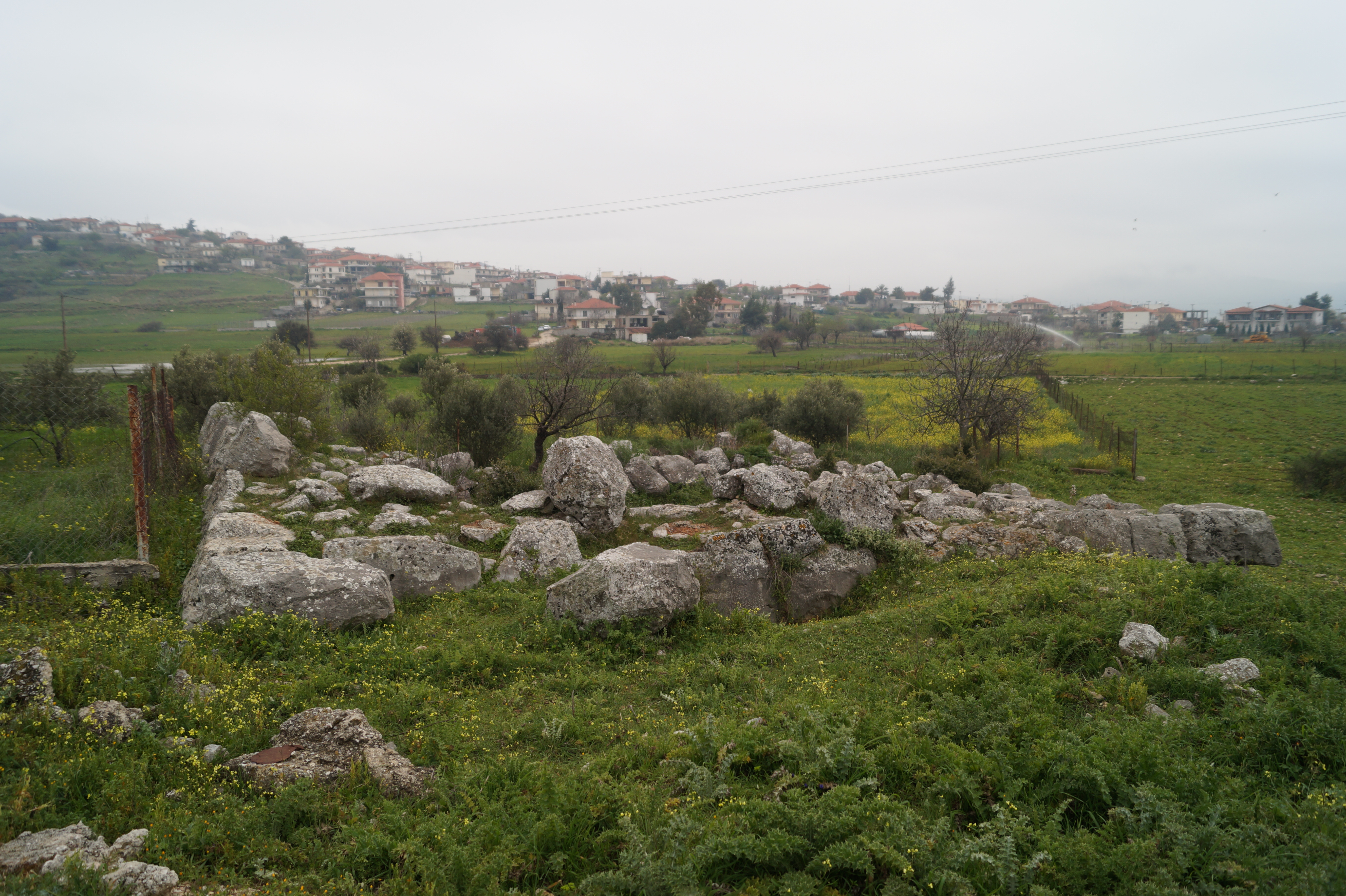
Pyramide von Ligourio

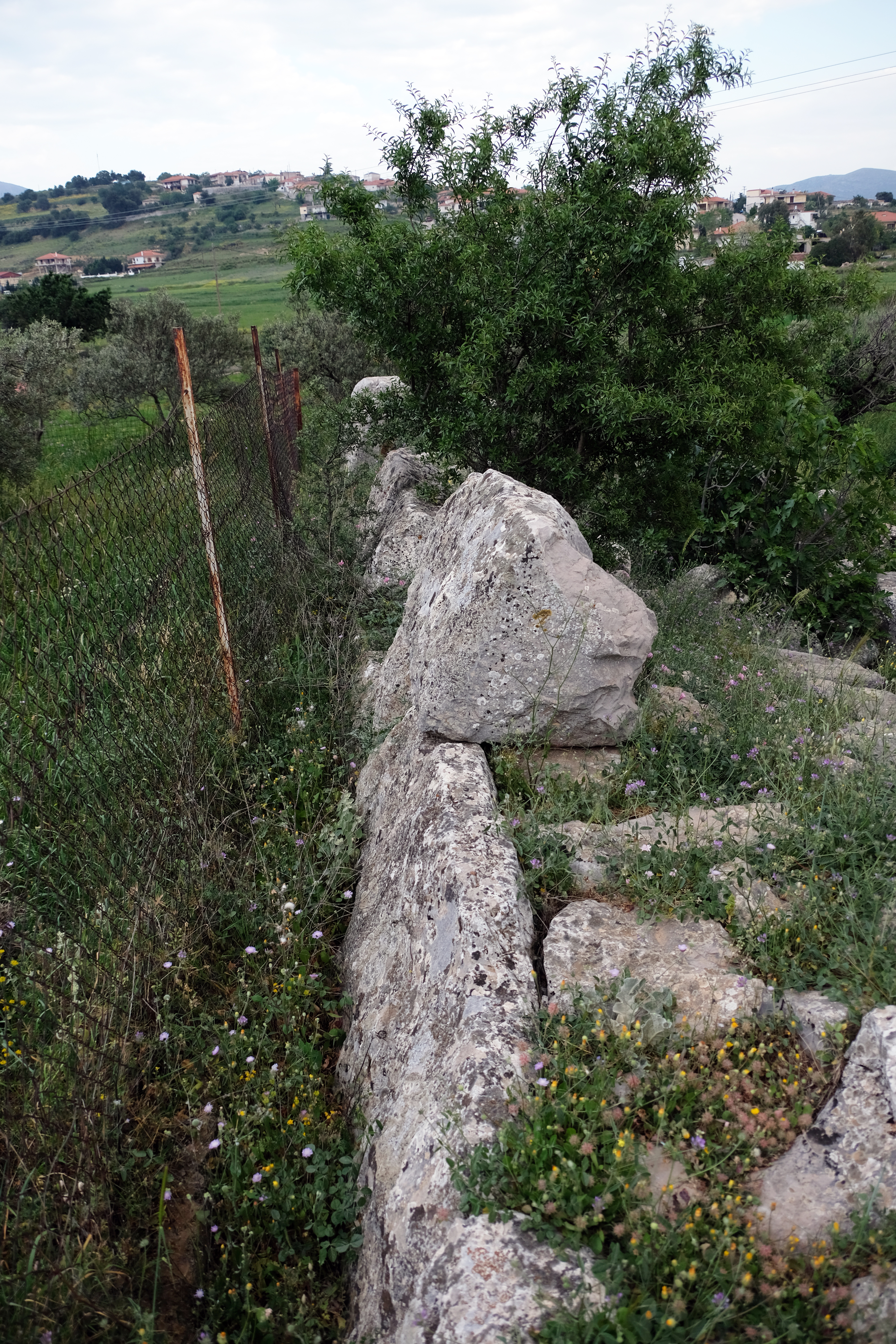
Geböschte nördliche Mauer

Die sogenannte Pyramide von Ligourio (griechisch Πυραμίδα του Λυγουριού) befindet sich 200 m nordwestlich des Ortes Lygourio in der Argolis in Griechenland. Bei diesem Bauwerk handelt es sich wahrscheinlich um einen turmartigen militärischen Außenposten oder ein landwirtschaftlich genutztes Gebäude aus der klassischen Zeit. In der pseudowissenschaftlichen Literatur wird das Gebäude als echte Pyramide aus der Prähistorie beschrieben. Etwa 32 km westlich bei Kefalari fand man ein ähnliches Bauwerk, die Pyramide von Hellinikon und in Lakonien die Pyramide von Viglaphia.

## Beschreibung
Der Erhaltungszustand der Pyramide von Ligourio ist wesentlich schlechter als der der Pyramide von Hellinikon. Von den Mauern sind nur maximal zwei Steinlagen erhalten. Das Gebäude ist rechteckig. Die nördliche Seite hat eine Länge von etwa 14 m, die westliche etwa 12,50 m, die südliche etwa 12 m und die östliche etwa 12,75 m. An der östlichen Seite befindet sich der Eingang mit einer Breite von 1,15 m. Die Mauer, die sich nördlich an den Eingang anschließt springt um 1,72 m vor. Aus diesem Grund ist die nördliche Seite um etwa 2 m breiter als die südliche. Die Außenmauern wurden aus größeren Steinblöcken aus Kalkstein errichtet. die Böschung der Mauer ist teilweise noch zu erkennen.
Der Eingang war nicht durch eine Tür verschlossen und führte zunächst zu einem nach rechts abknickenden Korridor von 1 m Breite und 2,63 m Länge. An dessen Ende wurde später eine Art Waschbecken installiert. Links davon gab es einen Eingang, der mit einer einflügelige Tür verschlossen war, die sich nach innen öffnete und eine Breite von 0,85 m hatte. Die Türschwelle ist noch erhalten. Das Innere des Gebäudes wurde durch zwei niedrige Quermauern, die eine verlief von Nord nach Süd und die zweite von West nach Ost, in vier Bereiche geteilt. Diese Mauern wurden aus kleineren unregelmäßigen Steinen errichtet. Später wurde sie durch eine Schicht aus behauenen Blöcken erhöht. An der Außenwand gab es an allen Seiten eine umlaufende Steinbank. Die Außenwände wurden in augusteischer Zeit innen mit einer Ziegelschicht von etwa 0,15 m verkleidet.
Südlich des Eingangs gab es ein tiefes Becken, das durch eine Leitung gespeist wurde. Es wurde nach Südwesten auf den Zementboden entleert, der nach Westen zu einer flachen Mulde abfiel. Von hier wurde es durch die Südmauer nach draußen geleitet. Im östlichen Bereich südlich des Eingangs gab es einen Brunnenschacht. Im westlichen Bereich fand man die Unterteile von Pithoi. Es wurden außer einem sehr jungen Grab, in dem ein neuzeitliches Hufeisen gefunden wurde, keine weiteren Gräber gefunden.

## Datierung und Interpretation
Der Archäologe Robert Lorentz Scranton führte am 18. und 19. Dezember 1936 und vom 1. bis zum 9. August 1937 hier Ausgrabungen durch. Die ältesten Tonscherben, die er fand stammten vom Ende des 5. oder Anfang des 4. Jahrhunderts v. Chr. Hieraus folgerte er, dass das Gebäude im 4. Jahrhundert v. Chr. errichtet wurde. Zeitgleich oder etwas später wurden die Pithoi installiert. Eine etwas jüngere Schicht enthielt Scherben, die in die Zeit von etwa 350 bis 325 v. Chr. datieren und eine Münze aus Epidauros, die kaum Gebrauchsspuren zeigte aus der Zeit von 323 bis 300 v. Chr. stammt. Dies deutet auf einen Umbau des Gebäudes am Ende des 4. Jahrhunderts v. Chr. hin. In Augustäischer Zeit Ende des 1. Jahrhunderts v. Chr. erfolgte nach einem Brand ein weiterer Umbau. Die endgültige Zerstörung erfolgte im 4. oder 5. Jahrhundert.
Das Gebäude wurde vielfach mit dem Pyramidenbau, den Pausanias beschrieben hatte in Verbindung gebracht. Er berichtete, dass es rechts der Straße von Argos nach Epidauros ein pyramidenförmiges Grabmal gebe. Hier wären die Gefallenen im Krieg zwischen Proitos, dem König von Tiryns und Akrisios, dem König von Argos begraben. Wenn man den Weg etwas weiter geht und sich nach rechts wendet so würde man nach Tiryns gelangen. Nach der Beschreibung der Stadt Tiryns kehrte er zur Straße zurück und gelangte nach Midea und danach nach Lessa. Die Identifizierung der Pyramide von Ligourio mit der von Pausanias beschriebenen Pyramide wird heute abgelehnt. Sie liegt nicht bei Tiryns, sondern bei Ligourio, dem antiken Lessa – also etwa 20 km weiter östlich. Das Gebäude hatte keine Pyramidenform, sondern auf den geböschten Grundmauern erhoben sich senkrechte Mauern und es handelt sich nicht um ein Grabmal aus der Mykenischen Zeit.